# Meathook Seed
Meathook Seed byla britská metalová kapela založená v roce 1992 v Birminghamu jako vedlejší projekt Mitche Harrise z Napalm Death. 
Hrála mix industrial metalu a death metalu, druhé album B.I.B.L.E. (Basic Instructions Before Leaving Earth) má více rockový zvuk.
Název Meathook Seed pochází z knihy Raism z roku 1989 o francouzském vojevůdci Gillesi de Raisovi od britského spisovatele Jamese Williamsona píšícího pod pseudonymem James Havoc.
Pod hlavičkou Meathook Seed vyšla pouze dvě studiová alba: Embedded z roku 1993 a B.I.B.L.E. vydané v roce 1999.
Na prvním albu Harris spolupracoval s Donaldem Tardym a Trevorem Peresem (oba z Obituary), na druhé řadovce jsou pánové z Obituary nahrazeni zpěvákem Christopherem Lamouretem, kytaristou Russem Russellem, baskytaristou Shanem Emburym (Napalm Death) a bubeníkem Ianem Treacym (Benediction).

## Diskografie
Studiová alba
- Embedded (1993)
- B.I.B.L.E. (Basic Instructions Before Leaving Earth) (1999)

Promo nahrávky
- Famine Sector (1993)

Samplery
- Elemental (1999)